# Alexandre Yougbare
Alexandre Yougbare (Alto Volta, (en la actualidad Burkina Faso), 1964) es un atleta burkinés.
Representó su país en los Juegos Olímpicos de Seúl 1988. Participó en las carreras: de 100 metros y de 200 metros.